# Loi 111 (Québec)
Pour les articles homonymes, voir Loi 111.
La Loi assurant la reprise des services dans les collèges et les écoles du secteur public, connue également sous les noms de loi 111 et loi matraque, est une loi spéciale québécoise mise en place en février 1983 par le gouvernement René Lévesque.

## Historique

### Clause nonobstant
Il s'agit d'une des premières utilisations de la disposition de dérogation à la Charte canadienne des droits et libertés, qui venait tout juste d'entrer en vigueur l'année précédente. L'article 28 de la loi contient aussi une  dérogation à la Charte québécoise.

« 28. La présente loi s'applique malgré la Charte des droits et
libertés de la personne (L.R.Q., chapitre C-12) et malgré toute
disposition inconciliable d'une loi générale ou spéciale, d'un règlement, d'une convention collective ou d'un contrat d'engagement.
Elle a effet indépendamment des dispositions des articles 2 et 7 à 15 de la Loi constitutionnelle de 1982 (Annexe B de la Loi sur
le Canada, chapitre 11 du recueil des lois du Parlement du RoyaumeUni pour l'année 1982). »

Auparavant, la clause nonobstant avait déjà été utilisée par le Québec dans la Loi concernant la Loi constitutionnelle de 1982  en juin 1982.

## Réactions
Dans les premiers jours d'application, la loi est défiée par des syndicats.